# Direction départementale de la Protection des populations
En France, les directions départementales de la protection des populations (DDPP) sont des services déconcentrés de l'État, prenant la forme d'une direction départementale interministérielle (DDI), officiant auprès du préfet de département dans le domaine de la protection des populations. Dans les départements de moins de 400 000 habitants, les DDPP sont regroupés dans les directions départementales de l’emploi, du travail, des solidarités et de la protection des populations (DDETS-PP) (anciennement directions départementales de la cohésion sociale et de la protection des populations, DDCS-PP).

## Historique
Le 1er janvier 2010, dans le cadre de la révision générale des politiques publiques (RGPP), les DDPP ont remplacé diverses directions préexistantes, notamment :
- les directions départementales des services vétérinaires (DDSV) ;
- les directions départementales de la concurrence, de la consommation et de la répression des fraudes (DDCCRF).

À une exception près, chaque département de plus de 400 000 habitants a sa DDPP tandis que les départements moins peuplés ont une DDCS-PP qui fusionne les services de Protections des populations et de Cohésion sociale.
Depuis le 1er avril 2021, les DDCS (et les DDCS-PP) sont fusionnées avec les unités départementales de la direction régionale des entreprises, de la concurrence, de la consommation, du travail et de l’emploi (UD-DIRECCTE) pour former les directions départementales de l’emploi, du travail, des solidarités (DDETS) et les directions départementales de l’emploi, du travail, des solidarités et de la protection des populations (DDETS-PP).

## Missions
Les principales missions d'une DDPP recouvrent les domaines suivants :
- qualité et sécurité de l'alimentation : elle assure l'inspection permanente de salubrité des viandes dans les abattoirs du département et les entreprises agro-alimentaires et de restauration, et prévient les risques sanitaires ;
- protection de la santé des animaux et de l’environnement : elle assure une veille sanitaire dans les élevages d’animaux de rente du département, veille au respect des règles de protection animale (domestique et faune sauvage captive), assure l’instruction des dossiers d’autorisation des Installations classées pour la protection de l’environnement (ICPE), et peut intervenir en cas de crise sanitaire majeure (maladies animales à fort impact économique et/ou transmissibles à l’homme) ;
- protection économique des consommateurs et régulation des marchés : elle s’assure que les informations commerciales délivrées aux consommateurs sont claires et honnêtes et que les pratiques des professionnels sont loyales ;
- qualité et sécurité des produits non alimentaires et des services : elle veille au respect des normes de sécurité à tous les stades de la commercialisation des produits et gère les alertes et les retraits-rappels de produits non conformes ou dangereux.

## Communication
En 2017 le ministère de l’agriculture et de l’Alimentation met en place un site internet nommé Alim Confiance permettant de consulter tous les contrôles des restaurants de moins d’un an. 